# Eriosema englerianum
Eriosema englerianum är en ärtväxtart som beskrevs av Hermann August Theodor Harms. Eriosema englerianum ingår i släktet Eriosema och familjen ärtväxter. IUCN kategoriserar arten globalt som livskraftig. Inga underarter finns listade i Catalogue of Life.